# Koudiet Tirbîrhîne
Koudiet Tirbîrhîne är ett berg i Marocko.   Det ligger i regionen Tanger-Tétouan-Al Hoceïma, 230 km öster om huvudstaden Rabat. Toppen på Koudiet Tirbîrhîne är 2 410 meter över havet.